# Hóquei no gelo nos Jogos Olímpicos de Inverno de 1984
O torneio de hóquei no gelo nos Jogos Olímpicos de Inverno de 1984 foi disputado por doze equipes masculinas no Centro Olímpico Zetra e no Centro Olímpico Skenderija em Sarajevo, na então Iugoslávia, entre 7 e 19 de fevereiro.
A fórmula de disputa do torneio olímpico foi o mesmo da última edição. Consistiu de uma primeira fase onde as doze equipes qualificadas foram divididas em dois grupos com seis equipes cada. As duas primeiras colocadas de cada grupo avançaram para a fase final, onde as quatro equipes classificadas se enfrentaram em grupo único, conquistando as medalhas as três primeiras colocadas de acordo com o número de pontos.
A União Soviética recuperou o título perdido na edição anterior para os Estados Unidos, e conquistou sua sexta Olimpíada na história. A medalha de prata ficou com a equipe da Checoslováquia e o bronze com a Suécia.

## Medalhistas
|  | URS União Soviética |  | TCH Checoslováquia |  | SWE Suécia |
|  | Aleksandr Gerasimov Aleksandr Kozhevnikov Aleksandr Skvortsov Aleksey Kasatonov Andrey Khomutov Igor Larionov Igor Stelnov Mikhail Vasilyev Nikolay Drozdetsky Sergey Makarov Sergey Shepelyev Sergey Starikov Vasily Pervukhin Viktor Tyumenev Vladimir Kovin Vladimir Krutov Vladimir Myshkin Vladislav Tretyak Slava Fetisov Zinetula Bilyaletdinov |  | Arnold Kadlec Dárius Rusnák Dušan Pašek Eduard Uvíra František Černík Igor Liba Jaromír Šindel Jaroslav Benák Jaroslav Korbela Jiří Hrdina Jiří Králík Jiří Lála Milan Chalupa Miloslav Hořava Pavel Richter Radoslav Svoboda Vincent Lukáč Vladimír Caldr Vladimír Kýhos Vladimír Růžička |  | Bo Ericsson Göran Lindblom Göte Wälitalo Håkan Eriksson Håkan Nordin Håkan Södergren Jens Öhling Mats Hessel Mats Thelin Mats Waltin Michael Hjälm Michael Thelvén Per-Erik Eklund Peter Gradin Rolf Ridderwall Thom Eklund Thomas Åhlén Thomas Rundqvist Tomas Sandström Tommy Mörth |

## Primeira fase

### Grupo A
| Equipe                 | Pts | J | V | E | D | GP | GC | CD               |
| ---------------------- | --- | - | - | - | - | -- | -- | ---------------- |
| URS União Soviética    | 10  | 5 | 5 | 0 | 0 | 42 | 5  |                  |
| SWE Suécia             | 7   | 5 | 3 | 1 | 1 | 34 | 15 | 1-1 FRG          |
| FRG Alemanha Ocidental | 7   | 5 | 3 | 1 | 1 | 27 | 17 | 1-1 SWE          |
| POL Polônia            | 2   | 5 | 1 | 0 | 4 | 16 | 37 | 8-1 YUG, 1-6 ITA |
| ITA Itália             | 2   | 5 | 1 | 0 | 4 | 15 | 31 | 6-1 POL, 1-5 YUG |
| YUG Iugoslávia         | 2   | 5 | 1 | 0 | 4 | 8  | 37 | 5-1 ITA, 1-8 POL |

| 7 de fevereiro  | SWE Suécia             | 11-3 (2-1, 3-2, 6-0) | ITA Itália             |
| 7 de fevereiro  | URS União Soviética    | 12-1 (3-1, 4-0, 5-0) | POL Polônia            |
| 7 de fevereiro  | YUG Iugoslávia         | 1-8 (1-1, 0-4, 0-3)  | FRG Alemanha Ocidental |
| 9 de fevereiro  | URS União Soviética    | 5-1 (4-0, 1-1, 0-0)  | ITA Itália             |
| 9 de fevereiro  | FRG Alemanha Ocidental | 8-5 (2-2, 3-1, 3-2)  | POL Polônia            |
| 9 de fevereiro  | YUG Iugoslávia         | 0-11 (0-4, 0-1, 0-6) | SWE Suécia             |
| 11 de fevereiro | SWE Suécia             | 1-1 (1-0, 0-0, 0-1)  | FRG Alemanha Ocidental |
| 11 de fevereiro | YUG Iugoslávia         | 1-9 (0-4, 1-1, 0-4)  | URS União Soviética    |
| 11 de fevereiro | ITA Itália             | 6-1 (0-1, 4-0, 2-0)  | POL Polônia            |
| 13 de fevereiro | URS União Soviética    | 6-1 (4-1, 2-0, 0-0)  | FRG Alemanha Ocidental |
| 13 de fevereiro | SWE Suécia             | 10-1 (2-1, 7-0, 1-0) | POL Polônia            |
| 13 de fevereiro | YUG Iugoslávia         | 5-1 (0-0, 2-1, 3-0)  | ITA Itália             |
| 15 de fevereiro | URS União Soviética    | 10-1 (5-0, 4-0, 1-1) | SWE Suécia             |
| 15 de fevereiro | YUG Iugoslávia         | 1-8 (1-2, 0-3, 0-3)  | POL Polônia            |
| 15 de fevereiro | FRG Alemanha Ocidental | 9-4 (1-0, 5-1, 3-3)  | ITA Itália             |

### Grupo B
| Equipe             | Pts | J | V | E | D | GP | GC | CD |
| ------------------ | --- | - | - | - | - | -- | -- | -- |
| TCH Checoslováquia | 10  | 5 | 5 | 0 | 0 | 38 | 7  |    |
| CAN Canadá         | 8   | 5 | 4 | 0 | 1 | 24 | 10 |    |
| FIN Finlândia      | 5   | 5 | 2 | 1 | 2 | 27 | 19 |    |
| USA Estados Unidos | 4   | 5 | 1 | 2 | 2 | 16 | 17 |    |
| AUT Áustria        | 2   | 5 | 1 | 0 | 4 | 13 | 37 |    |
| NOR Noruega        | 1   | 5 | 0 | 1 | 4 | 15 | 43 |    |

| 7 de fevereiro  | CAN Canadá         | 4-2 (2-1, 1-1, 1-0)  | USA Estados Unidos |
| 7 de fevereiro  | FIN Finlândia      | 4-3 (1-0, 2-1, 1-2)  | AUT Áustria        |
| 7 de fevereiro  | TCH Checoslováquia | 10-4 (2-0, 5-2, 3-2) | NOR Noruega        |
| 9 de fevereiro  | CAN Canadá         | 8-1 (2-0, 4-0, 2-1)  | AUT Áustria        |
| 9 de fevereiro  | TCH Checoslováquia | 4-1 (2-1, 1-0, 1-0)  | USA Estados Unidos |
| 9 de fevereiro  | FIN Finlândia      | 16-2 (5-0, 6-1, 5-1) | NOR Noruega        |
| 11 de fevereiro | TCH Checoslováquia | 13-0 (0-0, 6-0, 7-0) | AUT Áustria        |
| 11 de fevereiro | USA Estados Unidos | 3-3 (2-1, 0-1, 1-1)  | NOR Noruega        |
| 11 de fevereiro | CAN Canadá         | 4-2 (1-0, 0-2, 3-0)  | FIN Finlândia      |
| 13 de fevereiro | CAN Canadá         | 8-1 (2-0, 3-0, 3-1)  | NOR Noruega        |
| 13 de fevereiro | TCH Checoslováquia | 7-2 (4-1, 1-1, 2-0)  | FIN Finlândia      |
| 13 de fevereiro | USA Estados Unidos | 7-3 (2-1, 0-1, 5-1)  | AUT Áustria        |
| 15 de fevereiro | FIN Finlândia      | 3-3 (1-0, 1-2, 1-1)  | USA Estados Unidos |
| 15 de fevereiro | AUT Áustria        | 6-5 (4-1, 2-3, 0-1)  | NOR Noruega        |
| 15 de fevereiro | TCH Checoslováquia | 4-0 (1-0, 1-0, 2-0)  | CAN Canadá         |

## Fase final

### Disputa pelo 7º lugar
| 17 de fevereiro | USA Estados Unidos | 7-4 (2-2, 4-2, 1-0) | POL Polônia |

### Disputa pelo 5º lugar
| 17 de fevereiro | FRG Alemanha Ocidental | 7-4 (1-2, 1-2, 5-0) | FIN Finlândia |

### Grupo único (1º-4º lugar)
Os resultados obtidos na primeira fase continuaram valendo para a disputa da fase final.
| Equipe              | Pts | J | V | E | D | GP | GC |
| ------------------- | --- | - | - | - | - | -- | -- |
| URS União Soviética | 6   | 3 | 3 | 0 | 0 | 16 | 1  |
| TCH Checoslováquia  | 4   | 3 | 2 | 0 | 1 | 6  | 2  |
| SWE Suécia          | 2   | 3 | 1 | 0 | 2 | 3  | 12 |
| CAN Canadá          | 0   | 3 | 0 | 0 | 3 | 0  | 10 |

| 17 de fevereiro | TCH Checoslováquia  | 2-0 (0-0, 0-0, 2-0) | SWE Suécia         |
| 17 de fevereiro | URS União Soviética | 4-0 (0-0, 2-0, 2-0) | CAN Canadá         |
| 19 de fevereiro | SWE Suécia          | 2-0 (0-0, 1-0, 1-0) | CAN Canadá         |
| 19 de fevereiro | URS União Soviética | 2-0 (1-0, 1-0, 0-0) | TCH Checoslováquia |

## Classificação final
| Pos.   | Equipe                 |
| ------ | ---------------------- |
| Ouro   | URS União Soviética    |
| Prata  | TCH Checoslováquia     |
| Bronze | SWE Suécia             |
| 4      | CAN Canadá             |
| 5      | FRG Alemanha Ocidental |
| 6      | FIN Finlândia          |
| 7      | USA Estados Unidos     |
| 8      | POL Polônia            |
| 9      | AUT Áustria            |
| 9      | ITA Itália             |
| 11     | YUG Iugoslávia         |
| 11     | NOR Noruega            |